# ブラインド・デート (1987年の映画)
『ブラインド・デート』（原題：Blind Date）は、1987年制作のアメリカ合衆国のロマンティック・コメディ映画。ブレイク・エドワーズ監督、キム・ベイシンガー、ブルース・ウィリス出演。ウィリスはこれが初の主演映画である。
タイトルの「ブラインドデート」とは、初対面者同士が第三者の仲介でデートする事。

## あらすじ
サラリーマンのウォルターはある日、大事な得意先との食事会に出席する事になったが、それには女性を同伴しなければならなかった。
しかし、ウォルターには同伴させる女性がいないため、兄嫁に彼女の従妹を紹介してもらい、初対面者同士が第三者の仲介でデートする、いわゆる「ブラインド・デート」をセッティングしてもらった。
待ち合わせ場所のホテルに行くと、ナディアというセクシーな美人が待っていた。ウォルターはすっかり彼女のとりこになるが、彼女には酒癖が非常に悪いという欠点があった。
そしてこの事が、ウォルターに次から次へと様々な災難をもたらす。しかしそれでも、ウォルターはナディアを愛そうとするのだった。

## キャスト
- ナディア・ゲイツ：キム・ベイシンガー
- ウォルター・デイヴィス：ブルース・ウィリス
- デヴィッド・ベッドフォード：ジョン・ラロケット
- ベッドフォード判事：ウィリアム・ダニエルズ
- ハリー：ジョージ・コー
- デニー：マーク・ブラム
- テッド：フィル・ハートマン
- ナディアの母：ジョイス・ヴァン・パタン
- ヤマモト：サブ・シモノ